# Semyon Alexandrovitch Chestakov
Pour les articles homonymes, voir Chestakov.
Semyon Alexandrovitch Chestakov (en russe : Семён Александрович Шестаков), né le 21 février 1898 à Chițcani (Dnister) (de) et mort le 1er août 1943, est un aviateur soviétique,,. 

## Biographie
Chestakov est issu de la grande famille d'un chirurgien de campagne. Il fréquente l'école secondaire de Bender à partir d'août 1912. En mai 1916, il se rend chez son frère aîné Nikolai à Sébastopol, où il admire les vols des étudiants de l'école de pilotage Kacha du Raïon de Nakhimov. En août 1917, il est enrôlé dans l'armée impériale russe. Il est proche des bolcheviks et participe à la révolution d'Octobre à Petrograd, établissant la liaison téléphonique avec l'Institut Smolny. 
Le 23 février 1918, Chestakov rejoint l'Armée rouge. Il est envoyé au parc aéronautique de la flotte du Nord en tant que serrurier. Il est diplômé de l'école de pilotage d'Iegorievsk (à l'origine école de pilotage de Petrograd, évacuée de Gatchina après le début de la Première Guerre mondiale). Il est nommé pilote militaire et instructeur de vol dans l'escadron d'entraînement de Moscou. Durant la guerre civile russe de 1922 à 1923, il effectue plus de 100 missions sur différents fronts et combat également les Basmachi en Ouzbékistan et au Tadjikistan.
En 1926, il devient pilote militaire pour l'administration des Forces aériennes soviétiques (WWS) de l'Armée rouge et pilote personnel du chef de l'administration du WWS Pyotr Baranov (en). Au printemps 1927, il fait partie de la commission qui reçoit le bombardier Junkers S-30 (JuG-1) pour le WWS à Leningrad. 
Du 20 août au 1er septembre 1927, Chestakov et le mécanicien DW Fufayev dirigent sur un ANT.-3 le vol long-courrier Moscou - Sarapoul - Omsk - Novossibirsk - Krasnoyarsk - Irkoutsk - Verkhneudinsk - Chita - Nertchinsk - Blagoveshchensk - Spassk - Nanyang - Okayama - Tokyo (retour du 10 au 22 septembre, 21 700 km, 153 heures de vol). 
Chestakov propose en 1928 à son patron Baranov et au concepteur d'avions Andreï Tupolev d'effectuer un vol continental. Le 23 août 1929, il commence le vol Moscou - Chelyabinsk - Novossibirsk - Krasnoyarsk - Irkoutsk - Chita - Blagoveshchensk - Khabarovsk - Nikolaïevsk-sur-l'Amour avec le copilote FJ Bolotov, le navigateur Boris Wassiljewitsch Sterligow (de) et le mécanicien de bord DW. Fufayev sur un ANT-4. Il gagne ensuite Petropavlovsk-Kamchatsky - Attu - Unalaska - Seward - Sitka - Seattle - Oakland - San Francisco - Chicago - Détroit - New York, où les conditions météorologiques sont difficiles avec des tempêtes et du brouillard. A Khabarovsk et à Seattle, les équipements d'atterrissage sont changés. Le vol de 21 242 km aura duré 141 heures et 53 minutes. Il reçoit un accueil triomphal à son arrivée le 30 octobre 1929,.
En mai 1937, il devient pilote d'essai à l'usine aéronautique no 214 à Moscou et en octobre 1937 également à l'usine aéronautique no 22 à Moscou-Fili. Après le début de la guerre germano-soviétique, il effectue le premier vol le 16 octobre 1941 du bombardier Pe-2M équipé de deux moteurs M-105TK, puis le transfère avec l'ingénieur aéronautique Anatoly Adolfowitsch Rosenfeld de Moscou à Kazan, lorsque les avions de l'usine no 22 sont évacués.
Il dirige le 146e régiment de pilotes de chasse du front du Sud-Ouest à partir d'octobre 1942. Il participe aux batailles sur l'arc Koursk-Oryol. Il ne revient pas de mission le 1er août 1943 avec un Yak-7B. Selon un rapport de son ailier NN Mosheyev, qui s'est évadé de captivité le 11 novembre 1943, Chestakov a été fait prisonnier avec les jambes cassées après avoir été abattu et est mort,.

## Récompenses et distinctions
- 1927 : Ordre du Drapeau rouge[2]
- 1929 : Ordre du Drapeau rouge du Travail[2]